# Italské Alpy
Italské Alpy (italsky Alpi italiane) tvoří horské masivy obklopující ze severu v sevřeném oblouku severní Itálii. Ze západu na východ mají délku 1 200 km a rozkládají se na ploše 51 941 km2, což je přibližně 27% celé rozlohy Alp. Dělí se na Západní Alpy (Alpi Occidentali), Střední Alpy (Alpi Centrali) a Východní Alpy (Alpi Orientali). Toto členění vychází z italské odborné geografické literatury a liší se od členění Alp v německy mluvících zemích (na Západní Alpy a Východní Alpy), které je přijímáno i v české literatuře. Západní Alpy se rozkládají od Ligurského moře po Simplonský průsmyk (Passo del Sempione, 2 005 m), Střední Alpy od Východních Alp pak odděluje Brennerský průsmyk (Passo del Brennero, 1 371 m). Celé území Italských Alp je rozčleněno na několik dalších desítek pohoří.

## Geologický vznik a složení

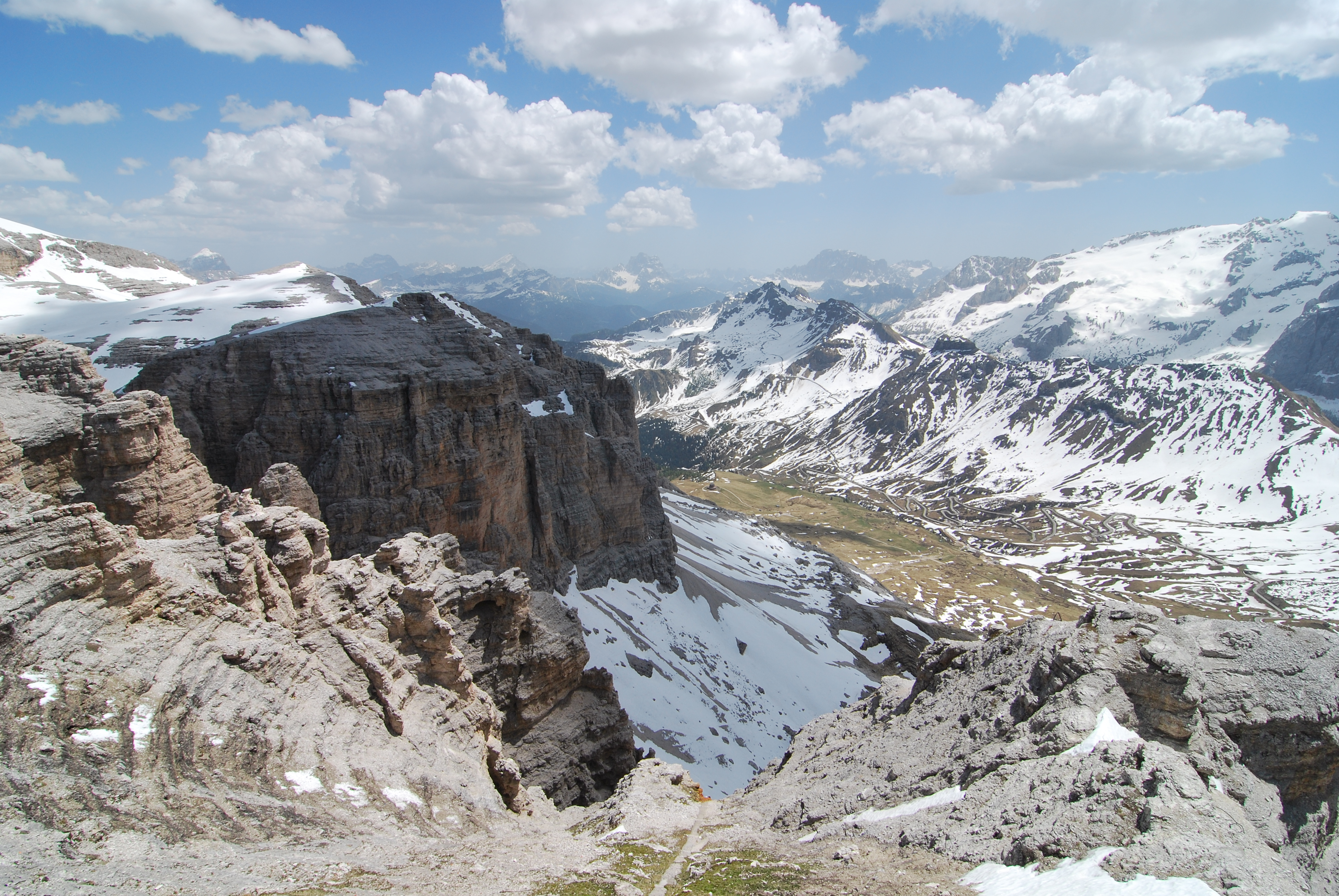
Dolomiti

Italské Alpy ostatně jako všechny ostatní skupiny jsou značně nejednotným horským systémem. Na západě území Itálie již nenajdeme Jižní vápencové Alpy jako je tomu na východě. Na západě území se táhnou především Centrální krystalické Alpy a na hlavní alpský hřeben jsou nasunuty další, vnitřní masivy s jiným geologickým složením. Zalednění je na západě mnohem mohutnější a vrcholy vyšší. Východní část je složena především z vápence a dolomitu. Pouze Zillertalské Alpy jsou tvořeny rulovým jádrem.

## Podnebí

Alpy - viz číselné hodnoty v členění

Severní část Italských Alp má charakter středoevropského klimatu s velkými výkyvy teplot. Oblasti mají výrazný vysokohorský ráz s množstvím srážek především ve vysokých polohách, obzvláště pak sněhových. Nejdeštivější pohoří jsou Julské Alpy, o které se Itálie dělí se Slovinskem ve východní části. Průměrné roční srážky zde dosahují hodnot až 3 865 mm ročně. V západní části drží primát Ortles a Bernina. Mezi pohoří s nejmenším ročním úhrnem srážek patří Walliské Alpy, Přímořské Alpy a Bergamské Alpy. Podzim je považován za nejstabilnější měsíc co se týče počasí a slunečních dní. Platí zde skutečnost, že díky převládajícímu severozápadnímu proudění vzduchu je největší nápor špatného počasí soustředěn na vrcholy Zillertalských Alp a tak se stává, že na rakouské straně prší či sněží a v Itálii je slunečno s modrou oblohou. Jižní okraje hor jsou pod vlivem středomořského podnebí. Oblast severoitalských jezer (Lago di Como, Lago Maggiore atd.) představuje jakousi klimatickou oázu vzhledem ke své jižní orientaci. Ačkoli je oblast položena mezi masivy Walliských Alp na západě a Orobskými Alpami na východě, je zde takřka středomořské klima. To způsobuje také kumulace tepla vodou jezer, která zamezí výraznější klesání teplot pod bod mrazu.

## Členění

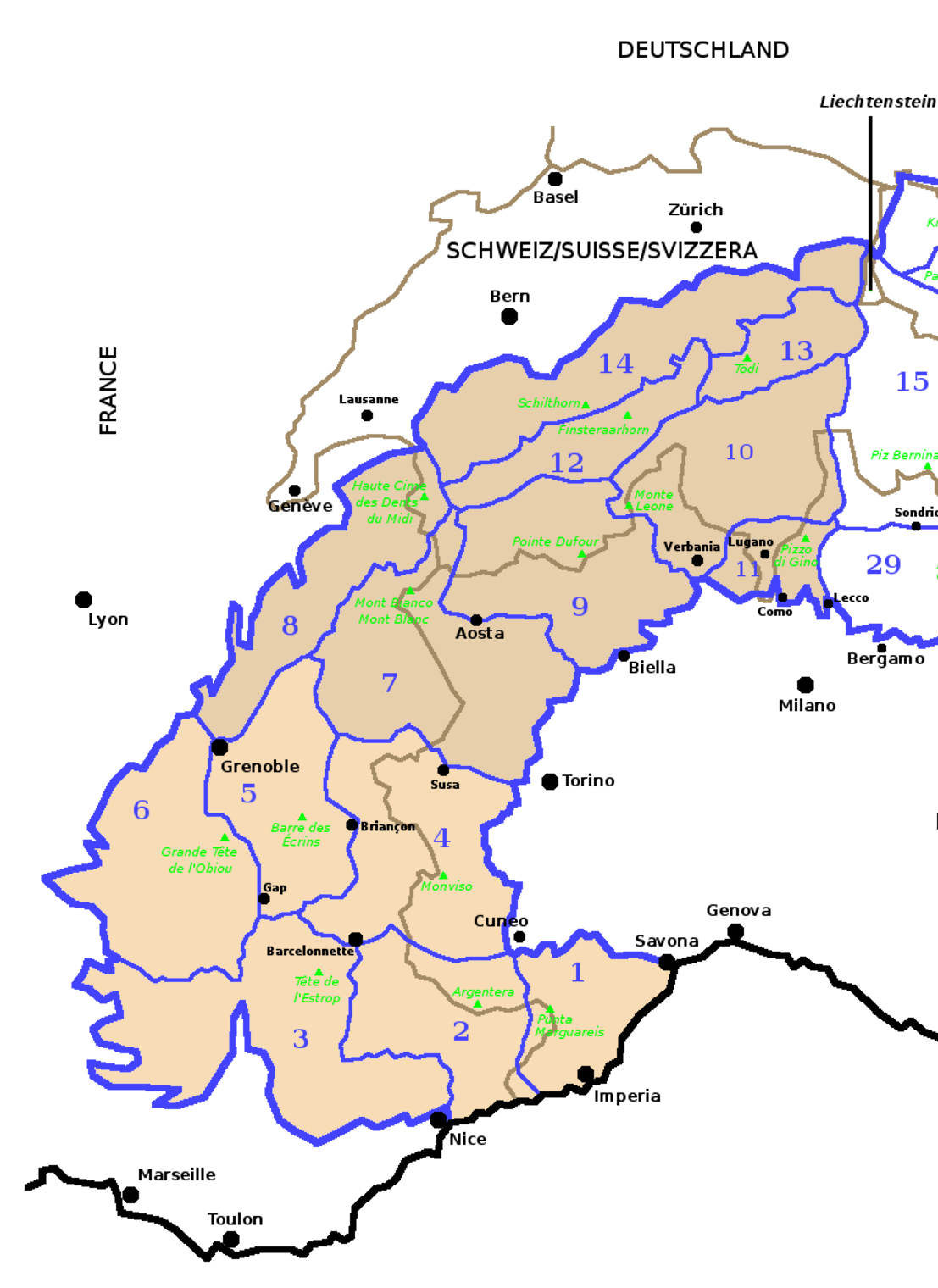
západní část Alp

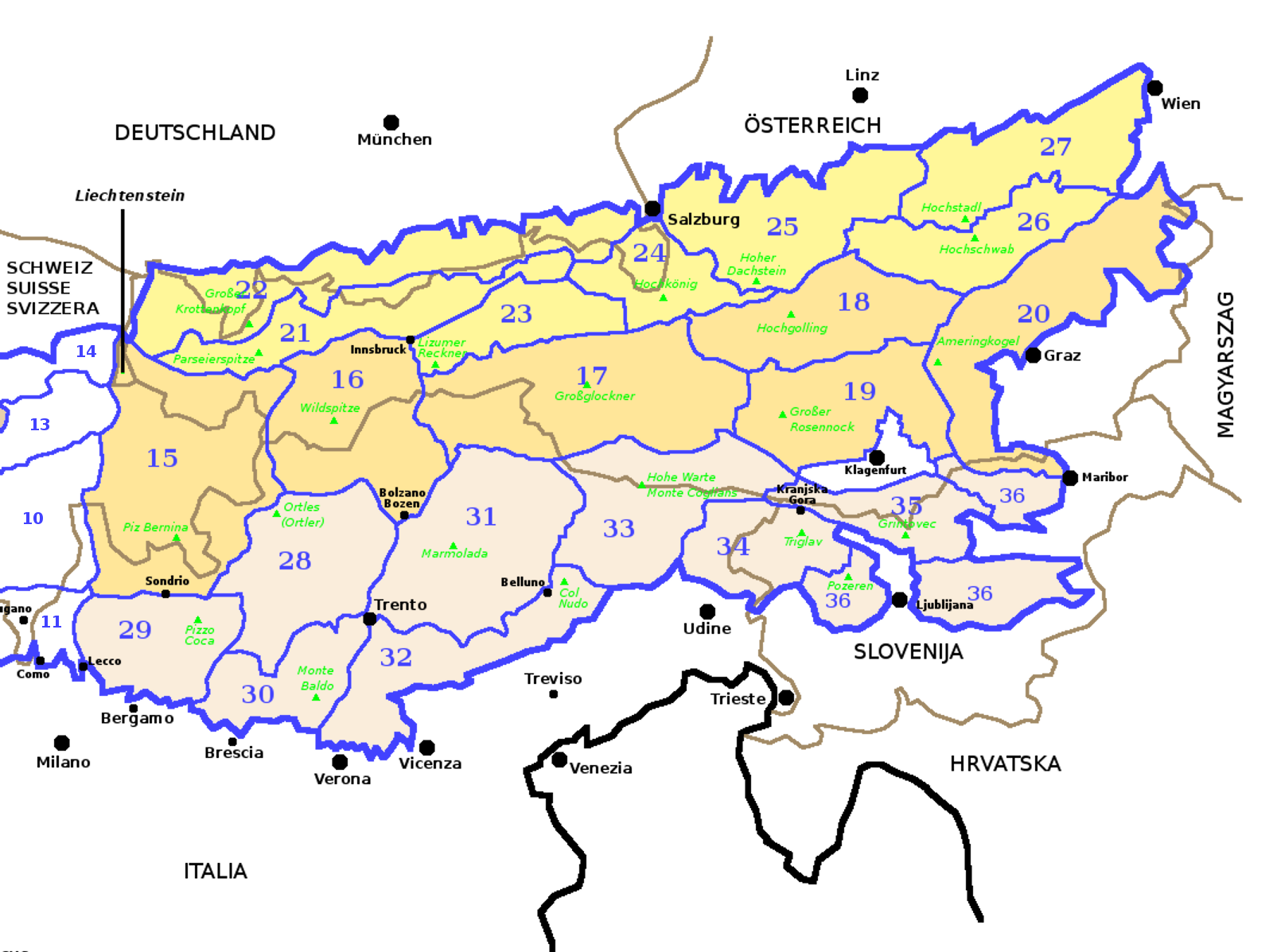
východní část Alp

Italské Západní Alpy (Alpi Occidentali)
- Přímořské Alpy (Alpi Marittime) (Monte Argentera, 3 297 m) /1/
  - Ligurské Alpy (Alpi Liguri) (Punta Marguareis, 2 651 m)
- Kottické Alpy (Alpi Cozie) (Monte Viso, 3 841 m) /2/
- Grajské Alpy (Alpi Graie) (Gran Paradiso, 4 061 m) /3/
- Montblanský masiv (Massiccio del Monte Bianco) (Mont Blanc, 4 807 m)
- Penninské Alpy (Alpi Pennine) (Dufourspitze, 4 634 m) /9/

Italské Střední Alpy (Alpi Centrali)
- Lepontské Alpy (Alpi Lepontine) /10/
  - Monte Leone (Monte Leone, 3 553 m)
  - Tessinské Alpy (Alpi Ticinesi) (Basodino, 3 273 m)
- Rétské Alpy (Alpi Retiche) (Piz Bernina, 4 049 m) /11/
  - Západní Rétské Alpy (Alpi Retiche occidentali)
    - Platta (Alpi del Platta) (Piz Platta, 3 392 m)
    - Bernina (Gruppo del Bernina) (Piz Bernina, 4 049 m)
    - Livigno (Alpi di Livigno) (Cima de Piazzi, 3 439 m)

  - Střední Rétské Alpy (Alpi Retiche meridionali)
    - Ortles-Cevedale (Gruppo Ortles-Cevedale) (Ortler, 3 905 m)
    - Adamello-Presanella (Alpi dell'Adamello e della Presanella) (Cima Presanella, 3 558 m)
    - Brenta (Dolomiti di Brenta) (Cima Tosa, 3 173 m)

  - Východní Rétské Alpy (Alpi Retiche orientali)
    - Ötztalské Alpy (Alpi Venoste) (Weisskugel, 3 738 m)
    - Stubaiské Alpy (Alpi dello Stubai) (Zuckerhütl, 3 507 m)
    - Sarntalské Alpy (Alpi Sarentine) (Punta Cervina, 2 741 m)
- Lombardské Alpy (Prealpi Lombarde) /16/
  - Luganské Alpy (Prealpi Luganesi), (Pizzo di Gino, 2 245 m)
  - Orobské Alpy (Alpi Orobie) (Pizzo di Coca, 3 052 m)
  - Bergamské Předalpy (Prealpi Bergamasche) (Concarena, 2 549 m)
  - Brescianské Alpy (Prealpi Bresciane) (Monte Colombine, 2 215 m)
  - Gardské hory (Prealpi Gardesane) (Monte Cadria, 2 254 m)
  - Monte Baldo (Cima Valdritta, 2 218 m)

Italské Východní Alpy (Alpi Orientali)
- Norické Alpy (Alpi Noriche) /17/
  - Zillertalské Alpy (Alpi della Zillertal) (Hochfeiler, 3 510 m)
- Dolomity (Dolomiti) (Marmolada, 3 343 m) /18/
  - Fleimstalské Alpy (Dolomiti di Fiemme) (Cima d'Asta, 2 847 m)
- Karnské Alpy (Alpi Carniche) (Hohe Warte, 2 780 m) /19/
- Julské Alpy (Alpi Giulie) (Jôf di Montasio, 2 753 m) /20/
- Benátské Alpy (Prealpi Venete) (Col Nudo, 2 472 m) /25/
  - Vicentinské Alpy (Prealpi Vicentine) (Cima Dodici, 2 341 m)
  - Bellunské Alpy (Prealpi Bellunesi) (Col Nudo, 2 472 m)

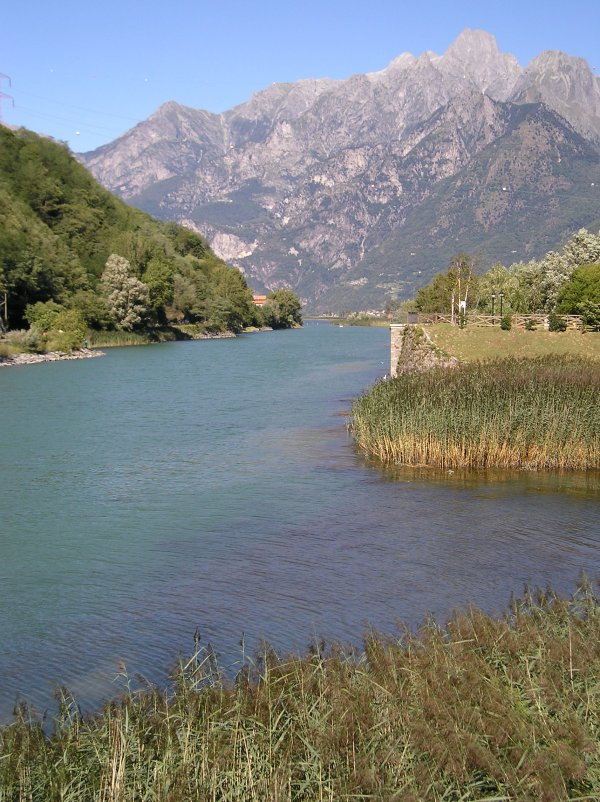
řeka Adda

## Vodopis

### Řeky
Největší řekou západní části Italských Alp je Pád (Po, 652 km), který pramení poblíž vrcholu Monte Viso v Kottických Alpách. Řeka je zároveň povodím všech alpských říček a potoků, kde jejich vody jsou Pádem odváděné do Jaderského moře. Významné alpské řeky vlévající se do Pádu jsou Oglio, Adda, Ticino, Agogna, Stura, Chisone, Varaita aj. Celé povodí Pádu má plochu 70 500 km². Vodní stavy silně kolísají. Nejvýznamnější řekou východní části je Adige, která tvoří západní hranici východní části. Dalšími důležitými řekami jsou Piava, Isarco, Taglimiento a Fella, patřící do povodí Jaderského moře. Jedinými řekami tekoucími ve směru východ - západ jsou Brenta a Rienz. Východní část je poměrně chudá na vodopády. Mezi největší a nejznámější patří Cascata di Fanes (Dolomity) či Favarnis (Julské Alpy). Naproti tomu Grajské Alpy jsou velmi bohaté na vodopády a divoké horské bystřiny s velkým spádem. Této energie je využíváno při stavbách četných přehradních nádrží či jezer.

### Jezera

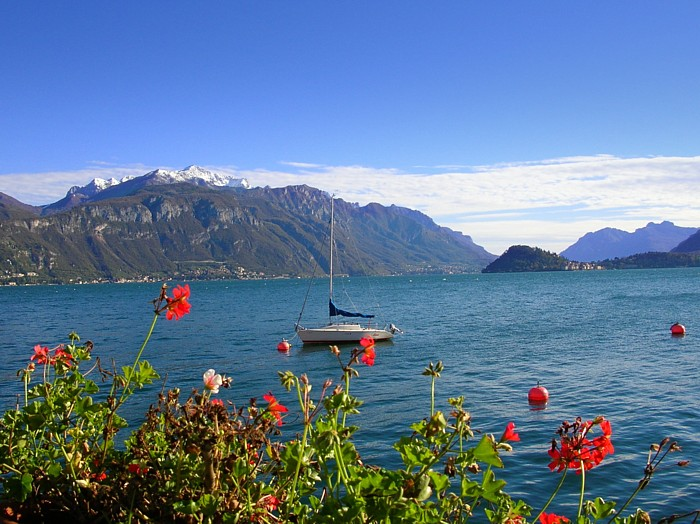
jezero Lago di Como

Mezi nejnavštěvovanější a nejoblíbenější místa v Italských Alpách jsou severoitalská jezera - Lago di Garda (370 km²), Lago Maggiore (212 km²) a Lago di Como (146 km²). Lago di Garda je zároveň největším italským jezerem. Jezera jsou pozůstatky doby ledové, kdy zde Alpy dosahovaly největší šířky. Po ústupu obrovských ledovců se v krajině vytvořily velmi hluboké kary, které se postupně zatápěly vodou. Nejhlubším jezerem je fjordovité Lago di Como - 409 m. Většina jezer v Italských Alpách neleží v podhůří, ale přímo v alpských údolích. V horách nejdeme stovky menších jezera a nespočet ples a jezírek. Nejvýše položeným horským jezerem je Lago Verde (2 856 m) v masivu Monte Rosy. Východní část je daleko chudší na jezera, díky vápencovému podloží, která zde nedosahují takových rozměrů a hloubky. Mezi nejznámější patří Lago di Braies a Lago di Misurina (Dolomity), Lago di Anterselva (Riesferner), Lago pieve di Cadore na řece Piava. Na italské straně Julských Alp se nacházejí Laghi di Fusine a větší Lago del Predil.

## Fauna a flora

oleandry rostoucí v okolí jezera Lago di Garda

V Italských Alpách najdeme dva typy vegetace - středomořské a středoevropské. Piemontská a Lombardská nížina patří mezi nejúrodnější oblasti v Itálii. V jižních oblastech italských Alp se daří například olivovníkům, tamaryškům, jedlým kaštanům apod. Středním polohám dominuje především hustý jehličnatý les (borovice, modříny) a horské louky. Mezi výškami 1 800 - 2 300 je zastoupena borovice limba. Nejvyšší pásma jsou subalpinská (kosodřeviny) a alpinská. Nejvyšší patra hor reprezenutjí lišejníky, mechy a horské byliny. Ve výšce nad 3 000 m je již jen sníh a led. Ve východní části je pestrost květeny a vápenomilné vegetace podstatně větší. Podepisuje se na tom i středomořské klima zasahující jižní kraje území. Najdeme zde typické zástupce: Myrty, oleandry, pistácie, pinie a cypřiše. V okolí Lago di Garda je charakteristické svými citrónovníky, palmami, agave a opunciemi. Pěstování vinné révy a ovoce je nejvíce rozvinuté v údolích Isarca a Adige.
Fauna je díky poměrně hustému osídlení v horských oblastech a velkému turistickému ruchu dnes již zastoupená jen několika druhy. Kdysi hojného medvěda zde již nepotkáme, ostatně jako téměř nikde v Alpách (Karnské Alpy, Adamello-Presanella). Z šelem je rozšířena pouze liška a kočka divoká. Hojně se vyskytuje jelení zvěř, ve vyšších polohách kamzík a kozorožec. Častým obyvatelem alpských luk je svišť. Z ptáků zde létají orel královský a skalní. V jihozápadních masivech žije orlosup bradatý. Z plazů je nejvíce rozšířená zmije obecná a ještěrka živorodá (až do výše 3 000 m).

### Ochrana přírody
V Itálii je hustá síť chráněných územních celků (celkem 306) od národních parků (20 v celé zemi), přes velké množství rezervací, přírodních parků atd.
Na území Italských Alp leží tři národní parky :
Západ
- Národní park Stelvio (Parco Nazionala dello Stelvio, německy Stilsferjoch Nationalpark) je na území Jižního Tyrolska v pohoří Ortles.
- Národní park Gran Paradiso (Parco nazionale del Gran Paradiso) leží na území Grajských Alp.

Východ
- Národní park Dolomiti Bellunesi (Parco nazionale delle Dolomiti Bellunesi) - Dolomity a předalpy mezi městy Belluno a Feltre.

Z přírodních parků a významných chráněných lokalit uveďmě např. Parco Naturale Adamello - Brenta, Parco Naturale Alpi Orobie, Parco Naturale Prealpi Giulie, Parco Naturale Prealpi Carnische, Parco Naturale Dolomity d'Ampezzo a jiné.